# Кубок Гордона Беннетта (яхты)
Кубок Гордона Беннетта — соревнования паровых яхт на приз, учреждённый Гордоном Беннеттом, владельцем газеты New York Herald и председателем Нью-йоркского яхт-клуба с 1871 по 1874 и с 1884 по 1885 годы.
Кубок Гордона Беннета вручался ежегодно во время председательствования Беннета в яхт-клубе. Непосредственно кубок был создан Огастесом Сент-Годенсом и произведён на фабрике Tiffany & Co.
Также Гордоном Беннетом был учрежден Кубок «Лисистраты», названный в честь яхты. В отдельных источниках соревнования за обладание им также называются Кубком Гордона Беннета.